# Corrente de Papo

A corrente de Papo é uma corrente de circunferências tangentes. Foi criada por Papo de Alexandria, no século III